# Raduhovce
Raduhovce (izvirno srbsko Радуховце) je naselje v Srbiji, ki upravno spada pod Občino Tutin; slednja pa je del Raškega upravnega okraja.

## Demografija
V naselju živi 264 polnoletnih prebivalcev, pri čemer je njihova povprečna starost 31,2 let (31,1 pri moških in 31,4 pri ženskah). Naselje ima 80 gospodinjstev, pri čemer je povprečno število članov na gospodinjstvo 5,03.
|  |

| Demografija | Demografija     | Demografija     |
| Leto        | Št. prebivalcev | Št. prebivalcev |
| ----------- | --------------- | --------------- |
|             |                 |                 |
|             |                 |                 |
|             |                 |                 |
|             |                 |                 |
| 1948        | 382             |                 |
| 1953        | 436             |                 |
| 1961        | 491             |                 |
| 1971        | 463             |                 |
| 1981        | 497             |                 |
| 1991        | 470             | 466             |
| 2002        | 538             | 402             |
|             |                 |                 |

| Etnična sestava po popisu iz leta 2002 | Etnična sestava po popisu iz leta 2002 | Etnična sestava po popisu iz leta 2002 | Etnična sestava po popisu iz leta 2002 | Etnična sestava po popisu iz leta 2002 |
| -------------------------------------- | -------------------------------------- | -------------------------------------- | -------------------------------------- | -------------------------------------- |
| Bošnjaki                               | Bošnjaki                               |                                        | 399                                    | 99,25%                                 |
| Srbi                                   | Srbi                                   |                                        | 2                                      | 0,49%                                  |
| Neznano                                | Neznano                                |                                        | 1                                      | 0,24%                                  |